# Romeries
Romeries település Franciaországban, Nord megyében. Lakosainak száma 480 fő (2022. január 1.). Romeries Escarmain, Solesmes, Vendegies-au-Bois, Vertain, Beaudignies, Beaurain és Neuville-en-Avesnois községekkel határos.

## Népesség
A település népessége az elmúlt években az alábbi módon változott:
| Lakosok száma | 434  | 437  | 444  | 450  | 459  | 469  | 470  | 476  | 480  |
|               | 2013 | 2015 | 2016 | 2017 | 2018 | 2019 | 2020 | 2021 | 2022 |